# Tramwaje w Tarnowie
Tramwaje w Tarnowie – historyczny system tramwajowy działający w latach 1911–1942 w Tarnowie, składający się z jednej linii łączącej dzielnicę Grabówka przez Śródmieście z położonym na terenie dzielnicy Strusina dworcem kolejowym.

## Historia

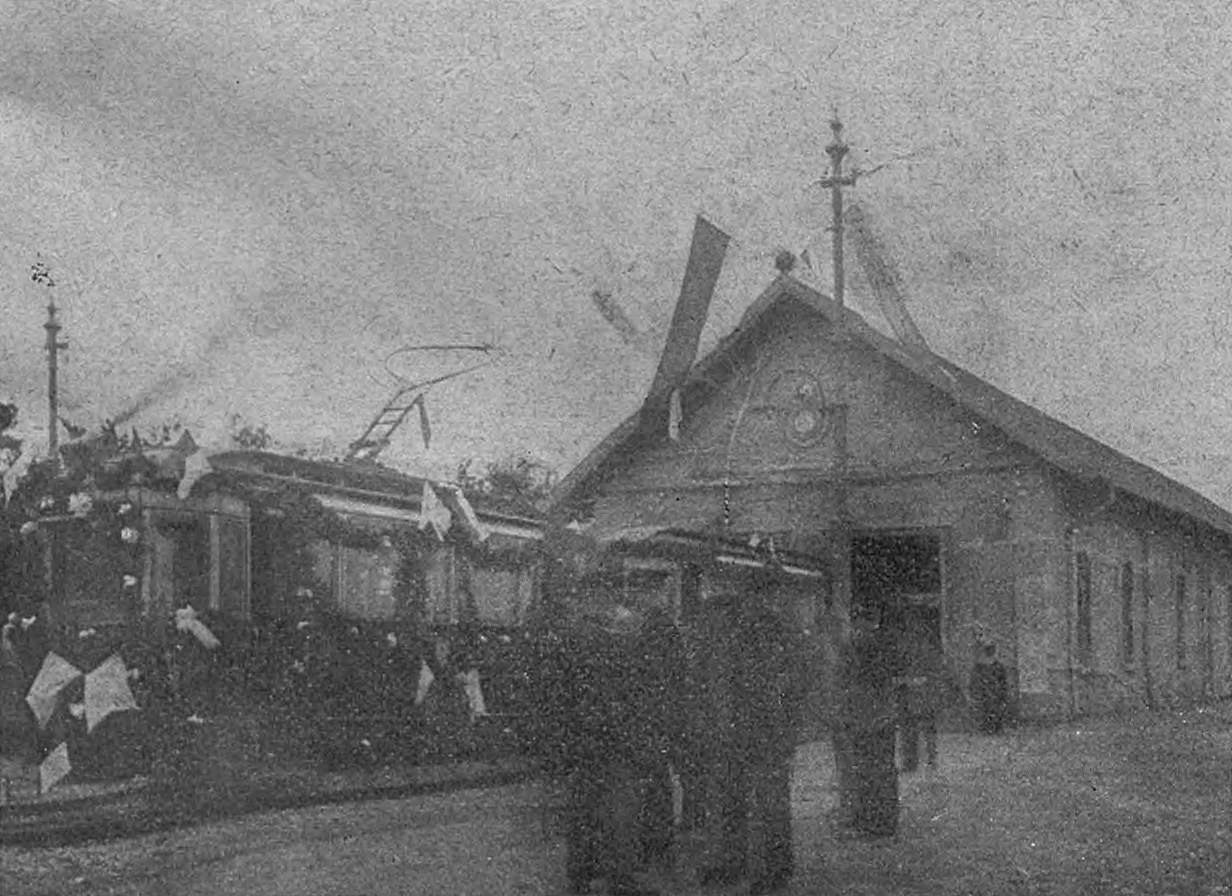
Pierwszy tramwaj w Tarnowie otwarty 25 września 1911

Tarnów był (obok Lwowa i Krakowa) jednym z trzech miast w Galicji, w którym od roku 1911 zaczął kursować tramwaj elektryczny. Uroczystość poświęcenia tramwaju elektrycznego, wyprodukowanego w fabryce w Sanoku odbyła się 25 września tego roku. Napięcie w sieci wynosiło 500 V prądu stałego. Wozy były przystrojone zielenią, kwiatami i wstęgami. Miały czerwony kolor z błękitno-złotym herbem miasta. Nazywano je pieszczotliwie „biedronkami”. Wzorowane były na tego samego koloru tramwajach lwowskich. Otwarcie linii miało miejsce 25 września 1911 roku. Długość tarnowskiej linii tramwajowej wynosiła 2580 m. Wiodła od ul. Burtniczej poprzez Lwowską, Wałową i Krakowską do dworca kolejowego. Przystanki tramwajowe znajdowały się przed ul. Warzywną, Szpitalną, przy Pilzneńskiej Bramie, ul. Zdrojowej (Goldhammera), Seminaryjskiej (Piłsudskiego), Katedralnej, Bandrowskiego oraz przy kościele księży Misjonarzy. Zajezdnia była na końcu trasy przy placu Kapłonówka. Stale kursowało 6 wozów, co 6 minut od godz. 6 rano do 10 wieczorem. W roku 1927 system tramwajowy w Tarnowie przewiózł około 1,22 mln pasażerów, w roku 1938 – 0,7 miliona. W 1927 roku było 8 wagonów, w 1938 roku – 5. Tramwaj w Tarnowie zlikwidowały okupacyjne władze niemieckie w 1942. Jako powód podano, że trakcja przeszkadza w ruchach wojsk na wschód i musi zostać rozebrana. Ruch wstrzymano 21 lipca 1942 roku. Osiem wagonów typu Sanok SW1 zostało przekazanych do okupowanego Lwowa.

## Plany
W latach 80. XX wieku planowano wybudowanie trakcji tramwajowej łączącej dworzec kolejowy w Mościcach z Falklandami z odgałęzieniem do dworca głównego. Przedsięwzięcie miało ułatwić komunikację między wschodnią a zachodnią częścią miasta. Planowana inwestycja nie doszła do skutku – nie wybudowano jeszcze wtedy osiedli mieszkaniowych na wschód od al. Jana Pawła II dla kilkudziesięciu tysięcy osób. Zmniejszyła się także liczba pracowników w mościckich Zakładach Azotowych.

## Upamiętnienie

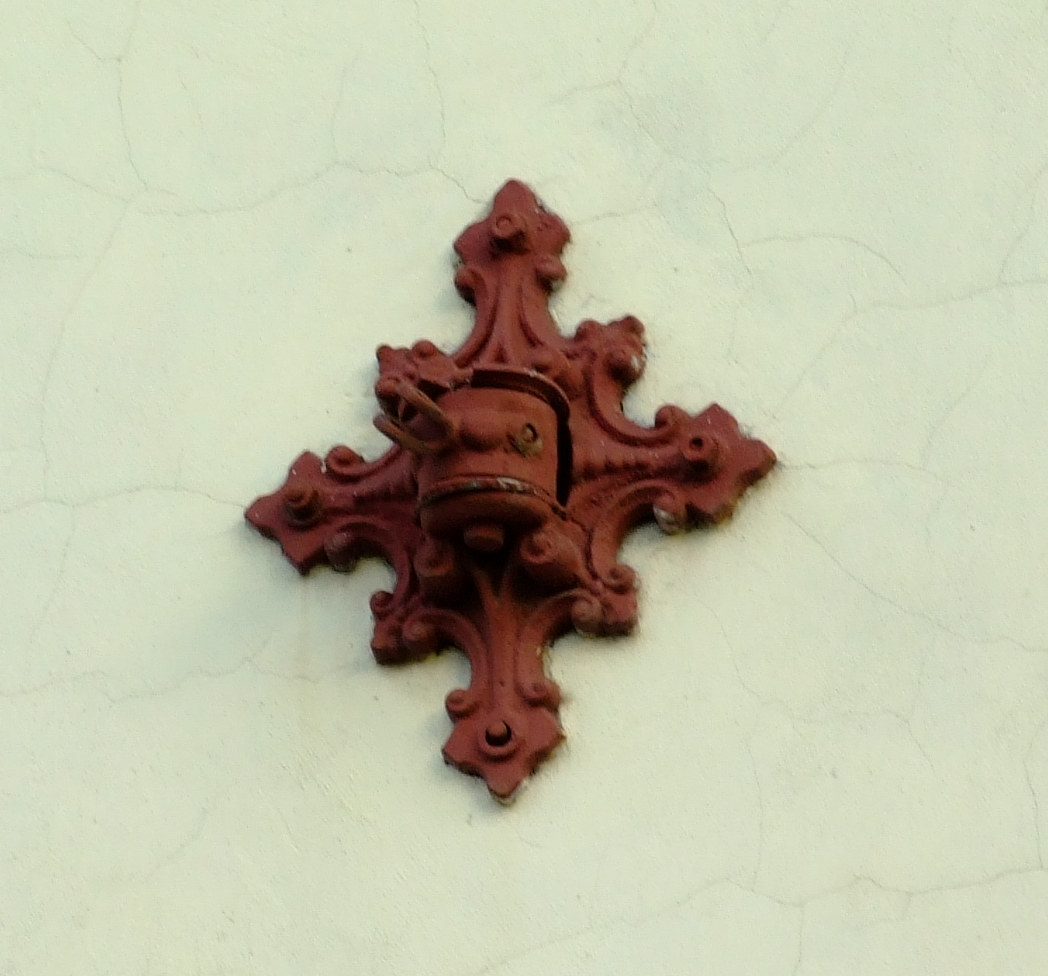
Na niektórych budynkach zachowano uchwyty tramwajowej sieci trakcyjnej

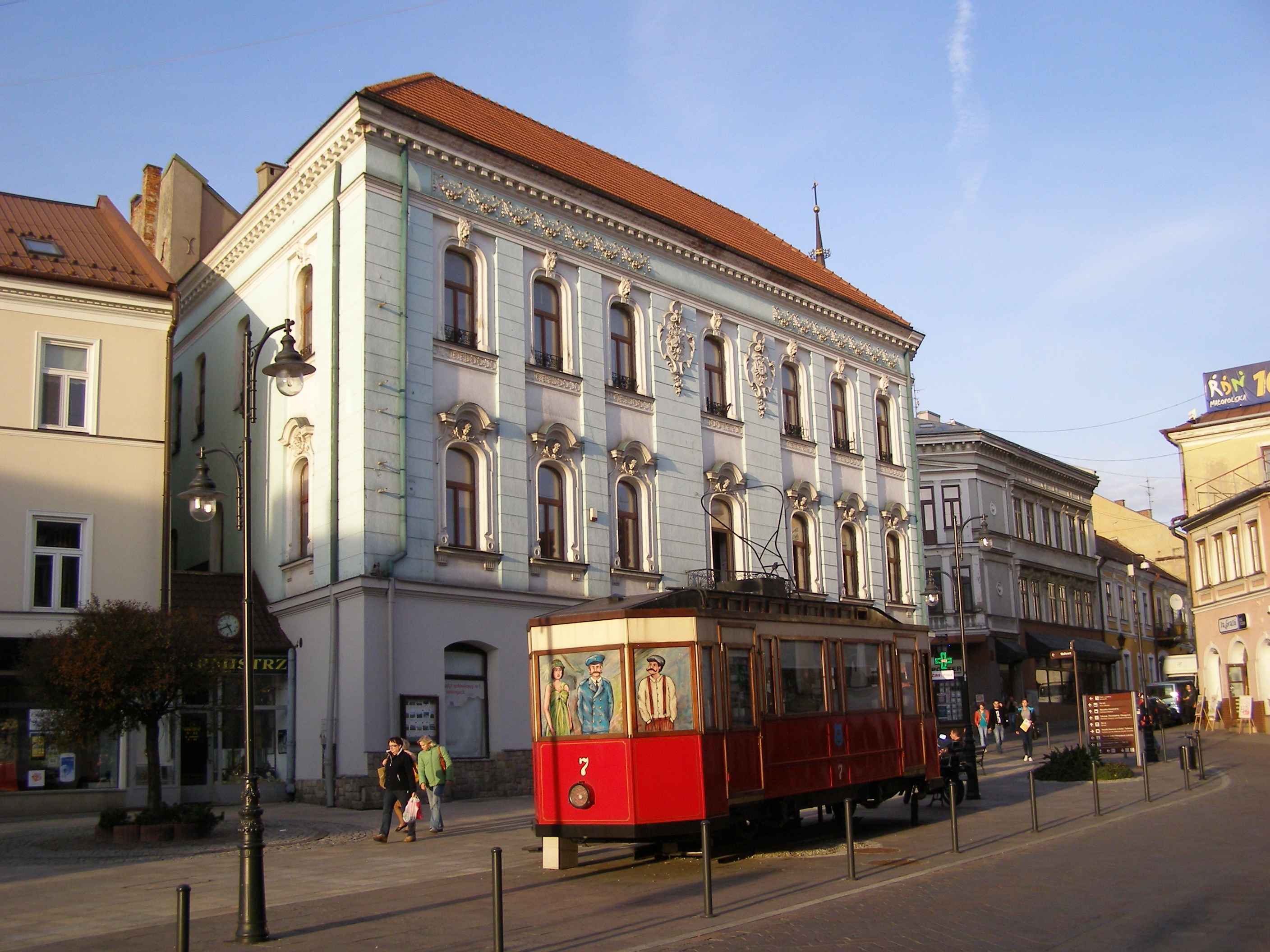
Replika tarnowskiego tramwaju na placu Sobieskiego.

Na ulicy Wałowej pod koniec maja 2004 stanął historyczny przystanek tramwajowy z ławką. Znajduje się on kilka metrów od miejsca, gdzie przed laty był przystanek.
23 września 2011 w miejscu upamiętniającym dawny przystanek tramwajowy na ulicy Wałowej odbyły się uroczystości związane ze stuleciem komunikacji miejskiej w Tarnowie. Odegrano inscenizację przedstawiającą artystyczną wizję uruchomienia tarnowskiego tramwaju. Na miejsce przyjechał autobus Mercedes Cito stylizowany na przedwojenny tramwaj, który następnie jeździł po ulicach Tarnowa.
Podczas remontu nawierzchni ulicy Krakowskiej w 2011 roku ciemniejszą kostką odwzorowano ślad szyn tramwajowych przy chodniku.
W listopadzie 2012 roku na placu Sobieskiego stanęła replika tramwaju. Mieści się w niej kawiarnia.